# Alignement du XXIe siècle
L'Alignement du XXIe siècle est une œuvre conçue par l'artiste Aurelie Nemours, érigée en 2005 et inaugurée en 2006 à Rennes. Elle consiste en un alignement de colonnes monumentales.

## Localisation
L'œuvre est installée au sein du nouveau quartier de Beauregard, au nord ouest de Rennes.
Elle est bordée à l'Ouest par le parc de Beauregard, à l'Est par l'avenue André-Mussat, au Nord par le bâtiment du Frac Bretagne inauguré en 2012, et au Sud par Le Cadran, une maison de quartier inaugurée en 2014.

## Description

Représentation schématique, vue du dessus.

L'œuvre est composée de 72 colonnes identiques en granite gris de Bretagne (provenant de Louvigné-du-Désert). Chaque colonne est un parallélépipède haut de 4,50 mètres sur une base carrée de 90 centimètres de côté.
Les colonnes sont réparties à intervalles réguliers sur un plan rectangulaire de 26,1 × 22,5 mètres :
- 9 colonnes espacées de 1,80 mètre face à l'Est et à l'Ouest,
- 8 colonnes espacées de 2,70 mètres face au Nord et au Sud.

Ces alignements de granit sont orientés sur le méridien du lieu, leur ombre portée au sol et sur les colonnes voisines créant le rythme recherché par l'artiste. Ils s'inscrivent ainsi dans la continuité des alignements mégalithiques installés à Carnac et à Stonehenge, dont l'implantation avait aussi été établie en rapport avec la course du soleil. Les colonnes et leur ombre sont ainsi parfaitement alignées au midi solaire du lieu. Les colonnes peuvent aussi être identifiées à des gnomons.
L'ampleur de l'installation, la hauteur des éléments et les intervalles qui les séparent permettent au public de pénétrer au cœur de cette architecture paradoxale, sans dallage ni couverture et sans séparation véritable d'un espace intérieur par rapport à l'extérieur.

## Histoire
L'Alignement du XXIe siècle est inauguré le 17 juin 2006.

## Coût
Au niveau national, l'œuvre est présentée comme la plus grosse commande publique de ces quarante dernières années[réf. souhaitée]. Elle est en partie financée par la mairie de Rennes, ainsi que par le mécénat, une première à Rennes, rendue possible par la loi sur le mécénat du 1er août 2003 qui permet aux entreprises mécènes de bénéficier de réductions d'impôts.
Le financement de la sculpture est le suivant, :
Ville de...ÉtatConseil...MécénatVille de RennesÉtatConseil général d'Ille-et-VilaineMécénatFinancement de l'Alignement du XXIe siècle
| Secteur | Source | Source                                        | Part   | Montant     |
| ------- | ------ | --------------------------------------------- | ------ | ----------- |
| Public  |        | Ville de Rennes                               | 40,8 % | 645 000 €   |
| Public  |        | État (ministère de la Culture, DRAC Bretagne) | 34,8 % | 550 000 €   |
| Public  |        | Conseil général d'Ille-et-Vilaine             | 4,8 %  | 75 000 €    |
| Privé   |        | Mécénat                                       | 19,6 % | 310 000 €   |
| Total   | Total  | Total                                         | Total  | 1 580 000 € |

## Dans les médias
L'œuvre a fait l'objet d'un numéro de l'émission télévisée D'art d'art ! sur France 2 le 8 octobre 2006 (rediffusé le 18 novembre 2007).